# Alseuosmia atriplicifolia
Alseuosmia atriplicifolia är en tvåhjärtbladig växtart som beskrevs av Allan Cunningham. Alseuosmia atriplicifolia ingår i släktet Alseuosmia och familjen Alseuosmiaceae. Inga underarter finns listade i Catalogue of Life.